# Marián Mitaš
Marián Mitaš (* 24. září 1980, Považská Bystrica) je slovenský herec.

## Životopis
Vystudoval Vysokou školu múzických umění v Bratislavě, obor loutkoherectví, kde v roce 2006 absolvoval. Po ukončení studia začal působit v Dezorzovom lútkovom divadle, jediném loutkovém divadle pro dospělé na Slovensku. Paralelně pracuje jako DJ a moderátor v Rádiu FM. Jeho ženou je Katarína Mitašová, se kterou má dcery Dorotu (* 2012) a Terezu (* 2015).

## Herecká filmografie
- 2003 – Wolfzeit – film r. Michael Haneke
- 2006 – Ordinácia v ružovej záhrade – seriál TV Markíza
- 2006 – The T-shirt – krátký film r. Hossein Martin Fazeli
- 2007 – Mesto tieňov I – TV seriál
- 2008 – Mesto tieňov II – TV seriál
- 2009 – Rádio I – TV seriál
- 2009 – Rádio II – TV seriál
- 2009 – Viditelný svět – film r. Peter Krištúfek
- 2010 – DOM – film r. Zuzana Liová
- 2010 – Kriminálka Staré Mesto – TV seriál
- 2010 – Odsúdené – TV seriál TV JOJ
- 2011 – Dr. Ludsky – TV seriál TV JOJ
- 2012 – Horúca krv – TV seriál TV Markíza
- 2013 – Kandidát – film r. Jonáš Karásek
- 2013 – Búrlivé víno – TV seriál TV Markíza
- 2013 – Krehkosť – krátkometrážní film - r. Martin Hnát
- 2013 – Stela – krátkometrážní film - r. Martin Kazimír
- 2014 – Kolonáda – TV seriál RTVS
- 2014 – Pravdivé príbehy s Katkou Brychtovou – TV seriál
- 2014 – B moll – krátkometrážní film - r. Zuzana Marianková
- 2014 – Bazén – krátkometrážní film - r. Martin Kazimír
- 2014 – Ochrancovia – TV seriál
- 2014 – Tajné životy – TV seriál RTVS
- 2015 – Domácí péče – film - r. Slávek Horák
- 2015 – Legends 2 – seriál USA
- 2017 – Zookeeper's wife – film - r. Niki Caro
- 2017 – Milada - film – r. David Mrnka
- 2017 – DOGG - povídkový film, povídka: Strach – r. Jonáš Karásek
- 2017 – Doktor Macbeth – Valéria Schulczová
- 2017 – Telo – krátkometrážní film
- 2018 – Výlet – krátkometrážní film
- 2018 – Inspektor Max – TV serial ČT/ RTVS
- 2018 – Toman – film – r. Ondrej Trojan
- 2018 – Oteckovia – seriál TV Markíza
- 2019 – Ostrým nožom – film – r. Teodor Kuhn
- 2018 – Zoufalé ženy dělají zoufalé věci – film – r. Filip Renč
- 2018 – Milenky – TV seriál
- 2019 – Sklenený pokoj – film – r. Július Ševčík
- 2019 – Za Sklom 3 – TV seriál TV JOJ
- 2019 – Kuchyňa – TV seriál TV Markíza
- 2020 – Příliš osobní známost – film – r. Marta Ferencová
- 2020 – Jenny – TV seriál TV JOJ
- 2020 – Hnízdo – seriál RTVS
- 2020 – Hranice – krátkometrážní film – r. Damián Vondráček
- 2020 – O léčivé vodě – TV film – Jan Sebechlebský
- 2021 – Božena – TV mini seriál ČT
- 2021 – Kryštof – film – r. Zdeněk Jiráský

## Dokumentární
- 2011 – Film o filme: Dom – TV film
- 2012 – Slávik 2011 – TV film
- 2015 – Miss Universe – TV show
- 2015 – Liga proti rakovine – TV show
- 2015 – Roma spirit RTV show
- 2016 – Ostrov – TV show
- 2016 – Hviezdna párty – TV show
- 2016 – Nikto nie je dokonalý i TV show
- 2016 – Chart show – TV show
- 2016 – Dobre vediet – TV show
- 2017 – Slovensko advent – TV show
- 2017 – Krištáľové krídlo – TV show
- 2018 – Inkognito – TV show
- 2020 – Čo ja viem – TV show
- 2020 – Soa Rea – online Talk show
- 2020 – Anjeli strazni – TV show

## Inscenace
- 2013 – 69 vecí lepších než sex – Štúdio L+S
- 2014 – Doktor Macbeth – DPOH Mestské divadlo
- 2014 – Aj múdry schybí – DPOH Mestské divadlo
- 2015 – Aj muži majú svoje dni
- 2016 – Pravda – DPOH Mestské divadlo
- 2018 – Perníková dáma – DPOH Mestské divadlo
- 2019 – Bella Figura – Divadlo Aréna
- 2020 – Zajačik – DPOH Mestské divadlo

## Videoklip
- 2012 – Vanda – Not today
- 2015 – Zlokot – Rausch